# Helmut Gebelein
Helmut Gebelein (* 1940) ist ein deutscher Chemiker. Er ist emeritierter Professor für Didaktik der Chemie an der Justus-Liebig-Universität in Gießen. Gebelein beschäftigt sich mit der Philosophie und Geschichte der Naturwissenschaft. Einer breiteren Öffentlichkeit wurde er bekannt durch seine Arbeiten und Vorträge zur Alchemie.

## Leben
Gebelein studierte Chemie an der Johann-Wolfgang-Goethe-Universität Frankfurt am Main und in Paris am Institut de Biologie physico-chimique. 1969 erfolgte die Promotion mit einer Arbeit zur theoretischen Chemie in Frankfurt, danach war Gebelein als Postdoc an der Universität in Tel Aviv. Seit 1972 ist er Professor in Gießen und am Institut düe Didaktik der Chemie tätig.

## Veröffentlichungen (Auswahl)
- Alchemie. Eugen Diederichs, München 1991; 2. Auflage ebenda 1996; weitere Auflage 2000, ISBN 3-89631-402-5.[1]
- Alchemie. kompakt Hugendubel, 2004, ISBN 3-7205-2501-5.
- Das Element Feuer in Haushalt und Familie. In: Trude Ehlert (Hrsg.): Haushalt und Familie in Mittelalter und früher Neuzeit. Vorträge eines interdisziplinären Symposions vom 6.–9. Juni 1990 an der Rheinischen Friedrich-Wilhelms-Universität Bonn. Mit einem Register von Ralf Nelles. Thorbecke, Sigmaringen 1991, ISBN 3-7995-4156-X, S. 137–151.
- Die Magie des Stofflichen. ISBN 3-424-01062-6.
- mit Karin Figala: Hermetik und Alchemie. Betrachtungen am Ende des 20. Jahrhunderts. ISBN 3-935164-03-3.
- mit Rainer Werthmann: Johann Rudolph Glauber: alchemistische Denkweise, neue Forschungsergebnisse und Spuren in Kitzingen. Hrsg. von Stephanie Nomayo. Kitzingen 2011, ISBN 978-3-924694-25-8.